# Staatsgreep in Frankrijk (1851)
De staatsgreep in Frankrijk van 2 december 1851 was de zelfcoup waarmee de Franse president Lodewijk Napoleon Bonaparte, die reeds drie jaar aan de macht was, zijn macht bestendigde, enkele maanden voor zijn presidentieel mandaat zou aflopen. De Franse grondwet van 1848 verbood hem immers om zich herkiesbaar te stellen.
In de ochtend van 2 december 1851 vaardigde Lodewijk Napoleon Bonaparte bij decreet de ontbinding van de Nationale Vergadering uit. Dit decreet bepaalde ook dat het algemeen stemrecht voor mannen opnieuw werd verruimd, dat er verkiezingen zouden komen en dat er voorbereidingen zouden worden troffen om een nieuwe grondwet in te voeren als opvolger voor de grondwet van de Tweede Franse Republiek. De vorige grondwet van 1848 was toen minder dan vier jaar van kracht. De Franse grondwet van 1852 zou worden afgekondigd op 14 januari 1852.

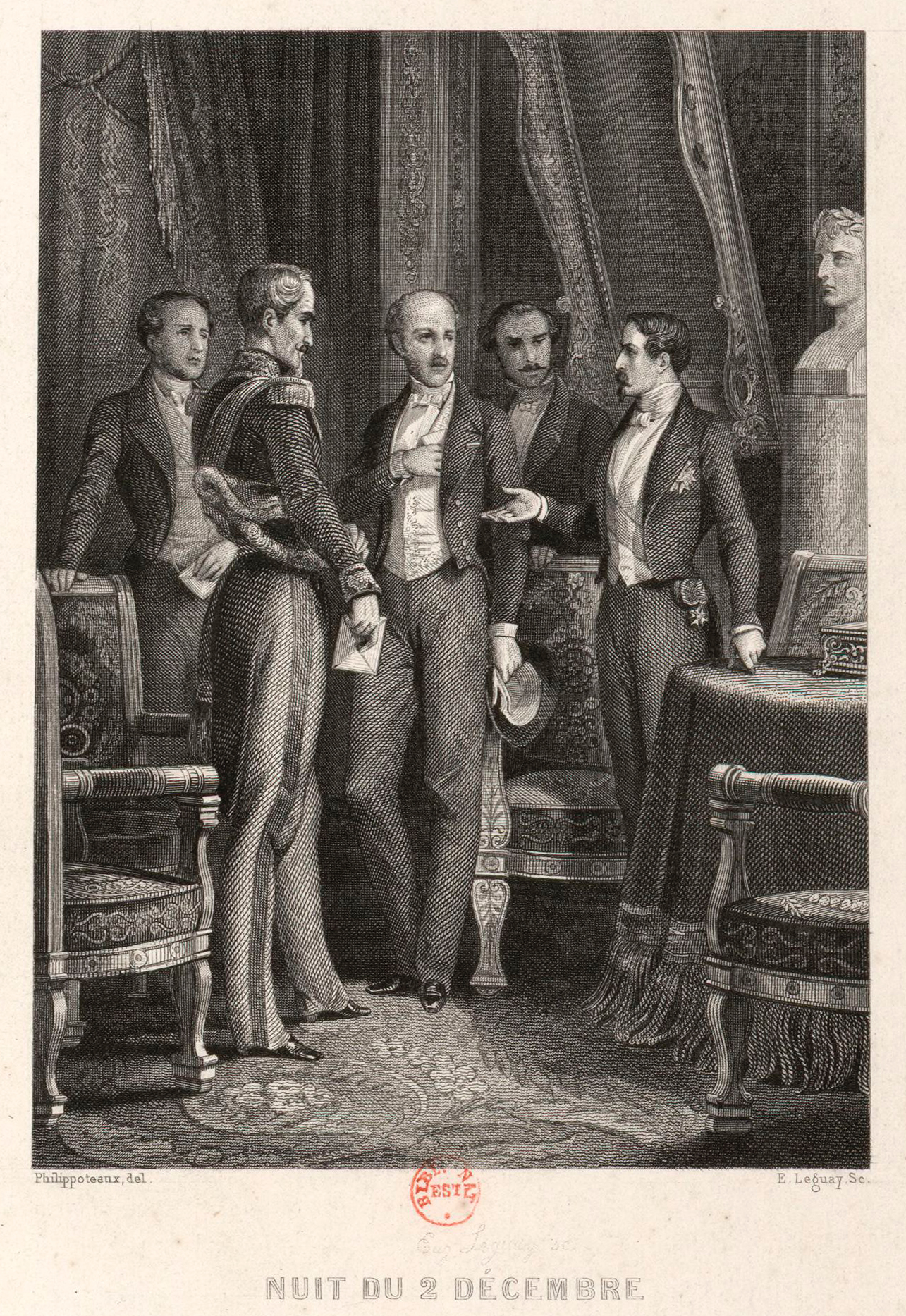
Frans president Lodewijk Napoleon Bonaparte (rechts) geeft instructies aan enkele samenzweerders tijdens de nacht van 1 op 2 december 1851, met op de achtergrond het borstbeeld van zijn oom Napoleon Bonaparte. Van links naar rechts: Jean-François Mocquard, die een lijst vasthoudt met personen die zullen worden gearresteerd, generaal Armand Jacques Leroy de Saint-Arnaud, die de militaire bevelen vasthoudt die bestemd zijn voor maarschalk Bernard Pierre Magnan, Charles de Morny, de halfbroer van de president die het decreet dat hem tot minister van Binnenlandse Zaken benoemde in zijn zak stopt, en Victor de Persigny.

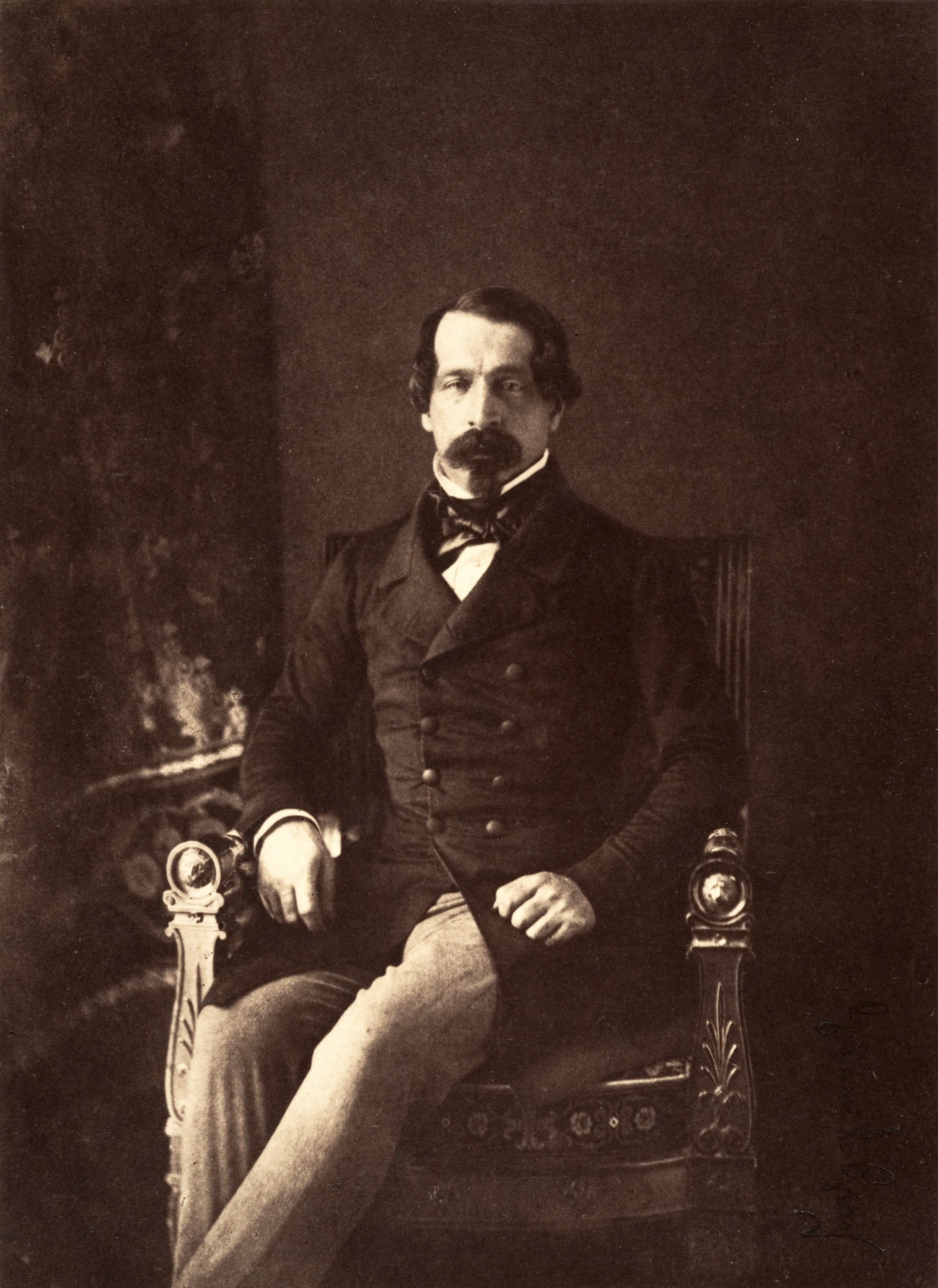
Lodewijk Napoleon Bonaparte ten tijde van de staatsgreep.

De staatsgreep betekende een overwinning van de bonapartisten tegenover de republikeinsgezinde Ordepartij in een politieke strijd die al dertig jaar duurde, met name sinds het aftreden van Napoleon I in 1815. Terwijl de republikeinsgezinden zich steunden op de grondwettelijke rechtsorde, zochten de bonapartisten eerder rechtvaardiging voor de staatsgreep bij het volk, dat voor hen de enige bron van legitimiteit was.
In Parijs werden barricaden opgericht en ongeveer 1.000 republikeinse burgers kwamen op straat om zich te verzetten tegen de staatsgreep. Het leger greep echter in en dit verzet werd in de kiem gesmoord, waarbij misschien 300 burgers omkwamen, waaronder ook vrouwen en kinderen.
Ook in een dertigtal landelijke departementen in het centrum en het zuiden van Frankrijk was er weerstand. In bepaalde republikeinsgezinde streken namen burgers de wapens op. Deze weerstand, gesteund door onder meer Victor Schœlcher, Victor Hugo en Jean-Baptiste Baudin, werd evenwel afgeslagen door het leger. In bonapartistische propaganda werd deze weerstand afgedaan als een boerenopstand. De weerstand alsmede de forsheid van de bonapartistische repressie deed later de mythe ontstaan dat de staatsgreep een sociale opstand zou zijn, waarbij bonapartisten en landeigenaren een alliantie sloten.
Een globale balans van de tol die het conflict zou eisen is er niet. In Parijs vielen evenwel tussen 100 en 300 doden en in het departement Var werden in enkele dagen tussen de 60 en de 90 slechtbewapende republikeinsgezinden gedood door het leger. Over gans Frankrijk werden 27.000 mensen aangehouden of in verdenking gesteld.
Lodewijk Napoleon Bonaparte legde op 20 en 21 december 1851 zijn staatsgreep aan het Franse volk voor door middel van een plebisciet. Iets minder dan een jaar later, na een nieuw plebisciet, kondigde hij het Tweede Franse Keizerrijk af op 2 december 1852. Lodewijk Napoleon werd Napoleon III, Keizer der Fransen.
Gedurende de Derde Franse Republiek werd de staatsgreep van 2 december 1851 veelvuldig in negatieve connotaties aangehaald in de republikeinse geschiedschrijving, waardoor de negatieve perceptie (légende noire) rond Napoleon III werd gevoed, aldus latere historici.
Victor Hugo, een politiek tegenstander van Napoleon III, dook enkele dagen na de staatsgreep onder en vluchtte later naar België. Tot het einde van het Keizerrijk zou Victor Hugo gedurende bijna 19 jaar in ballingschap leven. In Brussel schreef hij in 1852 het pamflet Napoléon le Petit, een aanklacht tegen Napoleon III.